# Melampsora pinitorqua
Melampsora pinitorqua is een schimmel behorend tot de familie Melampsoraceae. Het is een roest die behoort tot het complex Melampsora populnea. Het komt voor op dennen (spermogonia en aecia) en populieren (uredinia, telia). 

## Kenmerken
Spermogonia
Spermogonia zijn geel en hebben de afmeting  130 × 45 μm.
Aecia
Aecia zijn poederachtig en hebben de omvang van 20 × 4 mm. De aeciosporen meten 15–22 × 11–17 μm. De sporenwand heeft een dikte van 1,5 tot 2 μm. De sporen zij subtiel wrattig.
Uredinia
Uredinia zijn poederachtig en hebben de diameter 0,3 tot 0,5 mm. Ze groeien aan de onderkant van het blad op vooral bladeren die aan de bovenkant vlekken hebben. Urediniosporen zijn ovaal en over het hele oppervlak stekelig en meten 14–23 × 12–16 μm. De sporenwand heeft een dikte van 2 μm die kan oplopen tot 6 μm ter hoogte van de equator. De parafysen zijn talrijk en de vorm is knotsvormig-kopvormig of kopvormig. Ze meten 40–60 × 20–25. De parafysenwand is 3 tot 7 μm dik.
Telia
Telia zijn 0,5 mm in diameter. De teliosporen zijn prismatisch, onregelmatig van vorm en meten 22–45 × 7–12 µm. De sporenwand heeft een dikte van 1 µm.

## Verspreiding
Melampsora pinitorqua komt voor in Europa (Duitsland, Frankrijk, Finland, Spanje, Zweden, Estland, België, Denemarken, Italië, Noorwegen) en Azië (Rusland).

## Waardplanten
Hij komt voor op:
- Pinus brutia (Turkse den)
- Pinus halepenis
- Pinus mugo (Bergden)
- Pinus nigra & subsp. laricio (Zwarte den)
- Pinus pinea (Parasolden)
- Pinus pinaster (Zeeden)
- Pinus sylvestris (Grove den)
- Populus alba (Witte abeel)
- Populus × canescens (Grauwe abeel)
- Populus tremula (Ratelpopulier)